# وودرو (شهرستان‌های همپشایر و مورگان، ویرجینیای غربی)
وودرو (به انگلیسی: Woodrow) یک منطقهٔ مسکونی در ایالات متحده آمریکا است که در شهرستان همپشر، ویرجینیای غربی واقع شده‌است.